# Kryzys kubański
Kryzys kubański, kryzys karaibski – kryzys polityczny między dwoma supermocarstwami dysponującymi bronią atomową – ZSRR i USA, który miał miejsce między 15 a 28 października 1962 na Kubie, w okresie zimnej wojny. Był spowodowany tajnym rozmieszczeniem przez ZSRR na Kubie pocisków balistycznych średniego zasięgu, bezpośrednio zagrażających terytorium USA. Wcześniej, tj. na przełomie lat 1959–1960 USA rozmieściły rakietowe pociski balistyczne na terytoriach Wielkiej Brytanii, Włoch i Turcji, w pobliżu ZSRR. Był to największy kryzys w historii powojennego świata.

## Historia
Po wykryciu przez wywiad USA na początku sierpnia 1962 dziwnych budowli na Kubie oraz nadmiernego ruchu radzieckich statków w kubańskich portach, a następnie po wykryciu urządzeń i rakiet, w odpowiedzi na zagrożenie prezydent USA John F. Kennedy wprowadził kwarantannę morską Kuby (blokadę transportu środków bojowych) i zażądał wycofania rakiet. Potencjalny globalny konflikt nuklearny nabrał realnych kształtów, gdy do Kuby zaczęły się zbliżać radzieckie statki wiozące kolejne materiały militarne.
Konflikt został zażegnany, kiedy po żądaniu prezydenta USA przywódca radziecki Nikita Chruszczow 28 października rozkazał zawrócić statki oraz wyraził zgodę na demontaż wyrzutni rakietowych, w zamian za gwarancje nieagresji USA na Kubę, a także wycofania rakiet amerykańskich z Turcji. Takie rozwiązanie wywołało negatywną reakcję Fidela Castro i doprowadziło do przejściowego ochłodzenia stosunków sowiecko-kubańskich.
Stany Zjednoczone w owym czasie nie podały do publicznej wiadomości faktu wycofania przed końcem kwietnia 1963 swoich rakiet (Jupiter) z Turcji, co pozwoliło Chruszczowowi zachować honor na arenie międzynarodowej, jednak w międzyczasie osłabiło znacznie jego pozycję polityczną w kraju.
Konsekwencją zagrożenia katastrofą atomową było uruchomienie gorącej linii telefonicznej w 1963 między przywódcami supermocarstw, aby w przyszłości móc się w łatwiejszy sposób uporać z potencjalnymi konfliktami.
Propaganda radziecka przedstawiała pomyślne zakończenie kryzysu jako wielki triumf Chruszczowa, jednak współpracownicy Chruszczowa uznali, że nie można na nim polegać, jako na przywódcy państwa i partii. Uważali, że Chruszczow prowadził zbyt niebezpieczną politykę międzynarodową. Porażka z Kennedym miała znaczenie dla przedwczesnego zakończenia kariery Chruszczowa. W październiku 1964 Chruszczow został obalony w wyniku spisku z udziałem Leonida Breżniewa. Breżniew został nowym przywódcą ZSRR. Pomny historii Chruszczowa, nie kontynuował jego polityki – bezpośredniego starcia z USA i otwartego, bezceremonialnego ingerowania na półkuli zachodniej.

## Przyczyny
W styczniu 1956 Amerykanie przystąpili do prac nad pociskiem balistycznym dalekiego zasięgu, obawiając się wyprzedzenia przez ZSRR.
W latach 1959–1963, w ramach tzw. „Projektu Emily”, na terenie 20 baz (głównie we wschodniej Anglii), rozmieszczono 60 amerykańskich pocisków balistycznych średniego zasięgu Thor. Pociski miały zasięg do 2200 km. Za ich obsługę odpowiadał RAF (siły powietrzne Wielkiej Brytanii), ale kontrolę nad głowicami sprawowali Amerykanie. W przypadku ataku ZSRR na Wielką Brytanię, pociski miały być wystrzelone na ZSRR. Decyzja o odpaleniu pocisków musiała być podjęta wspólnie przez dowództwa brytyjskie i amerykańskie.

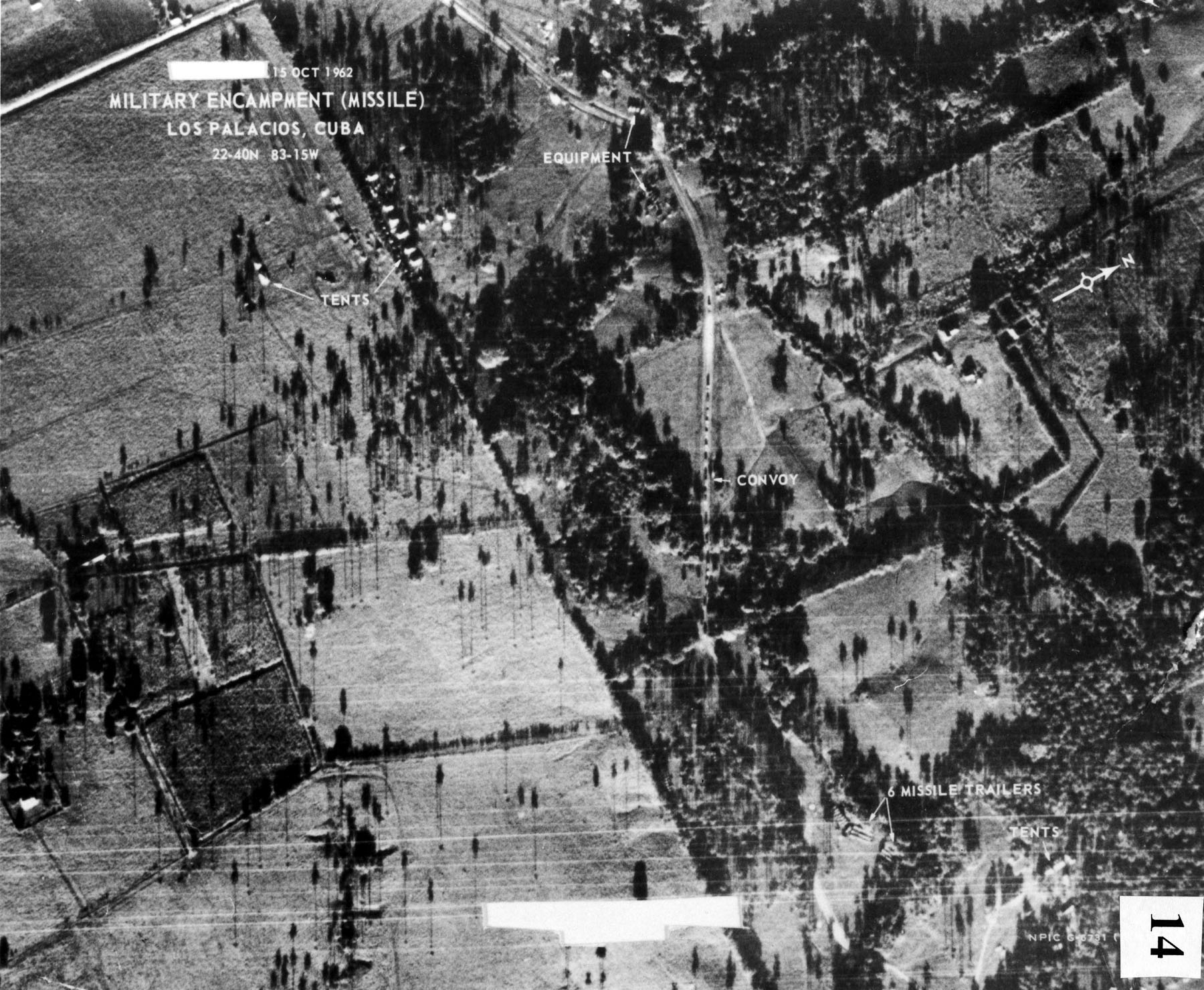
Zdjęcie urządzeń rakietowych na Kubie, wykonane z pokładu U-2 14 października 1962

1 stycznia 1959 Fidel Castro przejął władzę na Kubie (zob. rewolucja kubańska) i rozpoczął wprowadzanie własnych reform, m.in. nacjonalizacji. Ich efektem było zerwanie stosunków z USA, a zbliżenie interesów Kuby i ZSRR. W lipcu 1962 do Moskwy przyjechała delegacja z Kuby, której przewodniczył Raúl Castro. Prawdopodobnie wtedy zapadła decyzja o wysłaniu na Kubę radzieckich rakiet z głowicami nuklearnymi.
20 stycznia 1961 skończyła się druga kadencja doświadczonego generała armii oraz prezydenta USA Dwighta Eisenhowera, który zgodnie z nowym prawem nie mógł ponownie ubiegać się o urząd (22. poprawka do Konstytucji Stanów Zjednoczonych). Wybory wygrał w tym samym roku młody John F. Kennedy. Nikita Chruszczow postanowił wykorzystać zaistniałą sytuację odejścia polityka niezwykle doświadczonego oraz pojawienia się nowego, niedoświadczonego w polityce międzynarodowej. Chruszczow zamierzał załatwić dwie najważniejsze sprawy: w Europie uszczelnić blok państw socjalistycznych (budowa Muru Berlińskiego, aby obywatele NRD nie mogli uchodzić na Zachód), w Ameryce odzyskać przewagę strategiczną.
Chruszczow uważał, że nowy prezydent USA był ugodowo i przyjaźnie nastawiony wobec ZSRR. Kennedy szukał kontaktu z Chruszczowem i chciał się z nim spotkać. Chruszczow zgodził się na spotkanie w czerwcu 1961 w Wiedniu, ponieważ chciał poznać człowieka, któremu rzucał wyzwanie. To spotkanie utwierdziło Chruszczowa w przekonaniu, że w starciu z Kennedym będzie mógł pozwolić sobie na więcej, niż przewidywał.
Chruszczow był przygotowany jedynie na „wojnę nerwów”, nie zdecydowałby się na prawdziwą wojnę z USA. Arsenały nuklearne obu państw były ówcześnie zbyt małe, aby zdecydować o zwycięstwie. Polem walki byłaby Europa, gdzie odbywałyby się walki między wojskami państw Układu Warszawskiego i NATO. Budżet wojskowy USA wzrósł w latach 1961–1962 z 44 mld do 52 mld dolarów.

## Blef Kennedy’ego
W trakcie nakręcania spirali konfrontacji prezydent Kennedy skierował w rejon konfliktu znaczne siły morskie z rozkazami przechwycenia statków wiozących zaopatrzenie radzieckich baz na Kubie, w razie przekroczenia przez nie linii blokady. Oświadczenia Białego Domu w tamtym czasie wskazywały na determinację prezydenta odnośnie do zablokowania instalacji nowych pocisków wszelkimi sposobami, nawet za pomocą zatapiania statków zaopatrzeniowych oraz radzieckich okrętów podwodnych skierowanych przez Moskwę w rejon blokady. Stanowczy ton prezydenta i jego deklarowana gotowość niszczenia radzieckich jednostek były skutkiem informacji wywiadu, zwłaszcza tych pochodzących od Olega Pieńkowskiego – najcenniejszego agenta „Zachodu” w Moskwie w historii zimnej wojny. Z informacji tych wynikało, że ani Związek Radziecki, ani jego siły zbrojne – zwłaszcza zaś jądrowe – nie są w tym momencie gotowe i zdolne do globalnej konfrontacji. Prezydent USA, nie dążąc do wojny, posunął się do jej krawędzi wiedząc, iż przeciwnik nie jest na nią gotowy, a więc z dużym prawdopodobieństwem wycofa się – co wkrótce stało się faktem.

## Działania okrętów podwodnych i operacje przeciwpodwodne

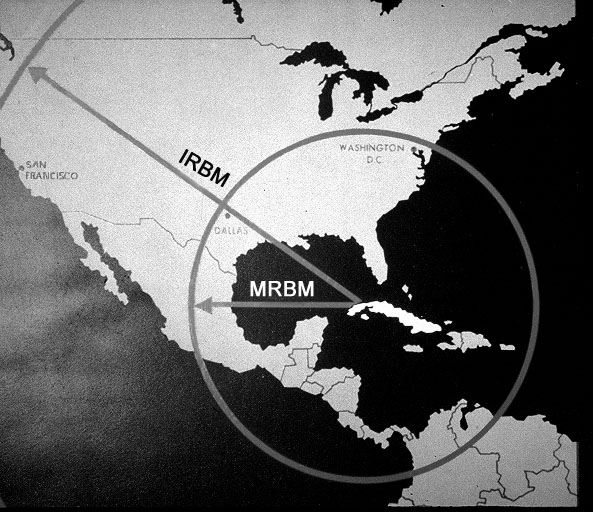
Zasięg radzieckich pocisków balistycznych IRBM oraz MRBM w razie wystrzelenia z Kuby.

1 października 1962 cztery radzieckie okręty projektu 641 (Foxtrot): B-4, B-36, B-59 oraz B-130 wypłynęły z bazy na półwyspie Kolskim udając się w rejon Karaibów w misji wsparcia dostawy broni na Kubę w ramach radzieckiej operacji Anadyr. Oprócz konwencjonalnych torped, każdy z tych okrętów miał na swoim wyposażeniu jedną torpedę z głowicą jądrową. Dodatkowe dwa okręty – jeden projektu 641 oraz jeden projektu 611 (Zulu) znajdowały się już w tym czasie na zachodnim Atlantyku. W trakcie wywołanego radziecką operacją „kryzysu kubańskiego”, wszystkie radzieckie okręty zostały wykryte przez amerykańskie siły podwodne – jeden projektu 611 oraz cztery Foxtroty. Piąta jednostka projektu 641 (o numerze 945) z powodu problemów technicznych zmuszona została do wynurzenia się, i została wykryta na powierzchni w drodze powrotnej do Związku Radzieckiego w towarzystwie holownika „Palmir”. Także jednostka projektu 611 została wykryta na powierzchni, w trakcie tankowania paliwa z tankowca „Terek”. Stany Zjednoczone i Kanada podjęły zakrojoną na szeroką skalę operację zmierzającą do odnalezienia czterech jednostek, które opuściły bazę 1 października, z użyciem startujących z Argentii w Nowej Fundlandii i Labradorze oraz baz w Kanadzie i Stanach Zjednoczonych samolotów patrolowych P2V Neptune oraz P3V Orion. W poszukiwania włączyły się także niewyposażone do zadań przeciwpodwodnych samoloty rozpoznania powietrznego amerykańskich sił powietrznych (US Air Force) RB-47 oraz RB-50. Dodatkowo, w skład sił tworzących amerykańską linię blokady przed Kubą, wchodził lotniskowiec ZOP USS „Essex” (CV-9), w późniejszym czasie wsparty przez dwa kolejne lotniskowce zwalczania okrętów podwodnych. Sytuacja osiągnęła punkt krytyczny 24 października kilka minut po godzinie 10 rano czasu waszyngtońskiego, kiedy amerykański sekretarz obrony Robert McNamara poinformował prezydenta Kennedy’ego, że dwa radzieckie frachtowce znajdują się już jedynie kilka mil morskich od strefy blokady, gdzie powinny zostać przechwycone przez amerykańskie niszczyciele oraz że każdemu ze statków towarzyszy jeden okręt podwodny. McNamara ostrzegł też prezydenta o niebezpieczeństwie tej sytuacji. Biały Dom podjął decyzję, że amerykańskie okręty powinny za pomocą sonaru wydać radzieckim okrętom polecenie wynurzenia się i identyfikacji. W razie odmowy wykonania polecenia, amerykańskie okręty miały użyć małych ładunków wybuchowych w charakterze sygnalizatorów dźwiękowych.

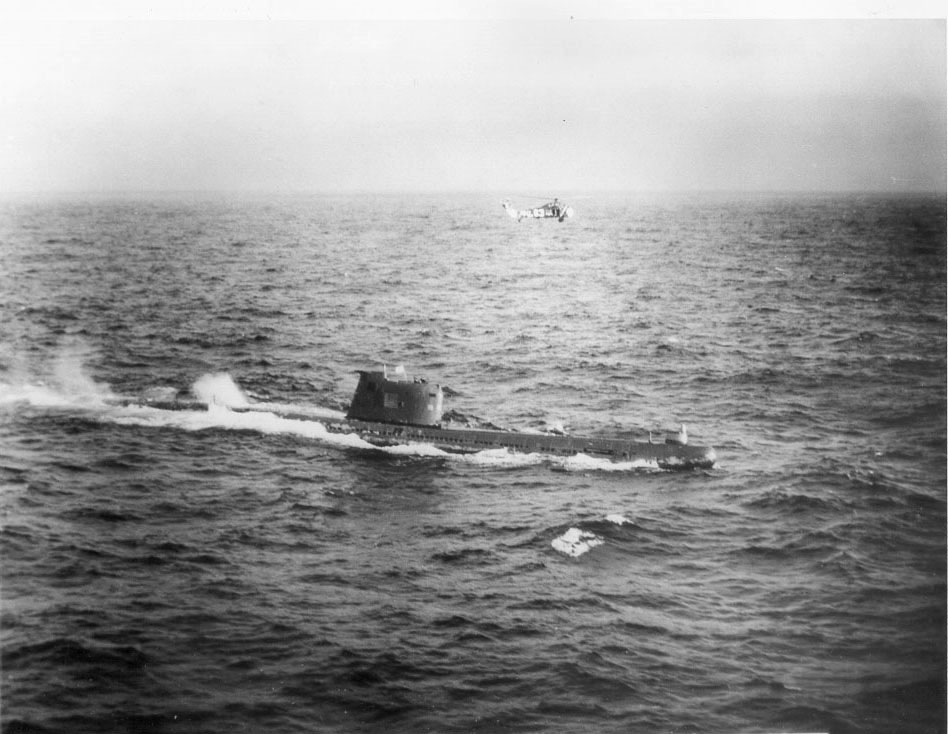
28–29 października 1962; radziecki B-59 zmuszony do wynurzenia się

Trzy z czterech Foxtrotów zostały zmuszone do wynurzenia się w obecności sił amerykańskich na północny wschód od linii blokady. W rzeczywistości ich dowódcy zignorowali sygnały wzywające do wynurzenia, jednak nacisk amerykańskich niszczycieli trwał tak długo, że radzieckie okręty musiały się wynurzyć celem wymiany powietrza w jednostkach, naładowania akumulatorów oraz usunięcia problemów mechanicznych. Pierwszy został wykryty B-59, który 25 października 1962 został namierzony na powierzchni przez startujący z lądu samolot patrolowy 350 mil na południowy zachód od Bermudów. Okręt zanurzył się, 27 października został jednak ponownie wykryty w zanurzeniu za pomocą boi sonarowych przez samoloty z grupy ZOP lotniskowca „Randolph” (CV-15), po czym był śledzony przez helikoptery HS-5 tego zespołu za pomocą boi oraz detektorów anomalii magnetycznych (Magnetic Anomaly Detector – MAD). Śledzący rozpoczęli wrzucanie do wody niewielkich ładunków wybuchowych, mających sygnalizować dźwiękiem nakaz wynurzenia się i identyfikacji. Okręt jednak nie wynurzył się. Po przybyciu na miejsce trzech niszczycieli, amerykańskie okręty również uchwyciły kontakt i ponowiły sygnalizacje za pomocą ładunków wybuchowych. Dowódca radzieckiego okrętu kpt. Sawickij, otrzymał wcześniej od swojego dowództwa zestaw amerykańskich procedur wynurzania, rozumiał więc amerykańskie sygnały, jednakże po wielokrotnych wybuchach ładunków zrzucanych wcześniej do wody przez śmigłowce, a następnie przez niszczyciele, spodziewał się podjęcia wkrótce przez nie rzeczywistych działań bojowych. Wydał wobec tego rozkaz przygotowania do użycia torpedy z głowicą nuklearną, został jednak powstrzymany. Według ujawnionych później raportów radzieckiego wywiadu, dowódca jednostki powiedzieć miał wówczas: 

Zdmuchniemy ich teraz! Umrzemy, ale zatopimy ich wszystkich. Nie przyniesiemy wstydu naszej marynarce!

Według relacji członków załogi radzieckiego okrętu, rozkaz przygotowania torpedy jądrowej był wynikiem utraty panowania nad sobą przez dowódcę jednostki, co jest współcześnie podawane w wątpliwość przez niektóre źródła, których autorzy wychodzą z założenia, że dowódcy okrętów podwodnych są starannie dobierani, w związku z czym sytuacja utraty kontroli nad sobą nie mogłaby się w praktyce zdarzyć. Sytuacja była tym bardziej dramatyczna, że zdarzenie to miało miejsce zaledwie kilka godzin po zestrzeleniu nad Kubą amerykańskiego samolotu U-2 pilotowanego przez majora Rudolfa Andersona (pilot zginął). Po chwili, wieczorem 27 października B-59 wynurzył się. Na zadane lampą sygnałową przez amerykańskie okręty pytanie „co za okręt?”, dowódca radzieckiej jednostki odpowiedział „Korabl X” (okręt X). Do 29 października radziecki okręt w asyście amerykańskich niszczycieli ładował na powierzchni akumulatory, po czym zanurzył się i ruszył na wschód, aż do 6 listopada śledzony przez amerykańskie samoloty patrolowe z użyciem radarów i boi sonarowych.
B-36 został wykryty 28 października 1962 przez niszczyciel USS „Charles P. Cecil” (DD-835) typu Gearing, za pomocą radaru, który wykrył częściowo wystający nad powierzchnię wody kiosk okrętu podwodnego. Urządzenie wykrywające emisję elektromagnetyczną radaru, w które wyposażony był radziecki okręt, nie wykryło radaru amerykańskiego okrętu, jednakże szybko płynący niszczyciel został wykryty przez sonar pasywny jednostki radzieckiej, która zanurzyła się, pozostając w zanurzeniu przez 35 godzin. Wkrótce po zanurzeniu się B-36, „Charles P. Cecil” utracił z nim kontakt na skutek awarii sonaru. Po przywróceniu sprawności urządzenia, radziecka jednostka została ponownie odnaleziona, a kontakt udało się utrzymać aż do wynurzenia się B-36, kiedy zmuszony został do wypłynięcia na powierzchnię wskutek wyczerpania niepełnych już wcześniej akumulatorów oraz wyczerpania załogi. Przez następne 36 godzin, radziecki okręt na powierzchni w obecności amerykańskiego niszczyciela ładował akumulatory, załoga zaś modyfikowała w tym czasie okrętowy holowany pozorator, dostosowując częstotliwość jego pracy do częstotliwości pracy sonaru amerykańskiego niszczyciela. Po zakończeniu tych czynności, B-36 zanurzył się i uruchomił pozorator. Skutkiem tego, „Charles P. Cecil” nie był w stanie ponownie odnaleźć radzieckiego okrętu, który odpłynął.
Trzecim okrętem radzieckim, który zmuszony był wynurzyć się, był B-130. Okręt ten został wykryty 24 października 420 mil na północ od Portoryko przez samolot patrolowy P5M Marlin, a następnie 30 października przez radar niszczyciela USS „Blandy” typu Forrest Sherman. Po zanurzeniu się okrętu podwodnego, w celu zapobieżenia wykryciu radziecka jednostka operowała 150 metrów poniżej termokliny. Po dołączeniu do „Blandy’ego” dwóch kolejnych niszczycieli, radziecki okręt zwiększył głębokość zanurzenia do 250 metrów oraz zastosował pułapki akustyczne w celu zmylenia operatorów amerykańskich sonarów. W rzeczywistości doprowadziło to do niebezpiecznej sytuacji, bowiem załogi amerykańskich okrętów początkowo wzięły generowany przez urządzenie dźwięk, za dźwięk wystrzelonej torpedy, skutkiem czego dowódca „Blandy’ego” wydał rozkaz przygotowania do strzału samonaprowadzającej się na cel torpedy przeciwpodwodnej i miotacza rakietowych bomb głębinowych Hedgehog. Radziecki okręt miał jednak problemy techniczne z własnym systemem napędowym, co zmusiło jego dowódcę do wynurzenia jednostki na powierzchnię. Okręt nie był w stanie prowadzić dalej operacji i wezwał holownik, który odholował go następnie do bazy w Związku Radzieckim. W połowie listopada, statki transportujące radzieckie pociski balistyczne na Kubę zostały zawrócone do ZSRR, a trzy operujące jeszcze w pobliżu Kuby Foxtroty otrzymały rozkaz powrotu do bazy.
Radzieckie okręty podwodne próbowały unikać wykrycia przez siły amerykańskie przez stosowanie krótkich zrywów wysokiej prędkości, gwałtowne manewrowanie (włączając w to gwałtowne nagłe wstecz), wykorzystywanie termoklin, chowanie się pod śladem torowym jednostek nawodnych, wypuszczanie bąbli powietrza oraz pozoratorów akustycznych. Ich dowódcy wiedzieli, że prawdopodobnie nie zostaną zaatakowani bronią bojową i nie byli sami zobowiązani do atakowania amerykańskich okrętów, toteż nie działali w warunkach realistycznej sytuacji konfliktowej. Mogli sobie zatem pozwolić na częste i długie przebywanie na powierzchni w celu ładowania akumulatorów i używanie radarów, co prawdopodobnie nie byłoby możliwe w realnych warunkach wojennych. Z tych powodów, zarówno doświadczenia radzieckie, jak i amerykańskich sił ZOP podczas kryzysu kubańskiego, nie pozwalają na wyciąganie daleko idących wniosków co do użycia okrętów podwodnych w konflikcie morskim.

## Kalendarium powiązanych wydarzeń
- styczeń-luty 1959: przejęcie władzy na Kubie przez Fidela Castro[9].
- wrzesień 1959: Sekretarz Generalny KPZR Nikita Chruszczow z żoną odbyli oficjalną wizytę w USA (pierwsza w historii wizyta przywódcy ZSRR w USA)[9].
- 1 maja 1960: zestrzelenie nad ZSRR amerykańskiego samolotu szpiegowskiego U-2, pilotowanego przez Gary'ego Powersa[10] (załamanie odprężenia między tymi państwami).
- 29 maja 1960: Kubańczycy znacjonalizowali rafinerie koncernów Esso, Shell i Texaco[10].
- 6 lipca 1960: Amerykanie w odpowiedzi zmniejszyli import kubańskiego cukru (głównego produktu eksportowego Kuby) o 95%[10].
- 8 sierpnia 1960: Kubańczycy znacjonalizowali wszystkie przedsiębiorstwa amerykańskie[10].
- 4 stycznia 1961: USA zerwały stosunki dyplomatyczne z Kubą[11].
- 20 stycznia 1961: objęcie urzędu prezydenta USA przez Johna Kennedy'ego[12].
- 17-19 kwietnia 1961: nieudana inwazja w Zatoce Świń na Kubie[11].
- 1 maja 1961: Kuba proklamowana republiką socjalistyczną[11].
- 3-4 czerwca 1961: spotkanie Chruszczowa i Kennedy'ego w Wiedniu[13].
- 13 sierpnia 1961: komunistyczna blokada tras do Berlina Zachodniego i rozpoczęcie budowy Muru Berlińskiego[11].
- 7 lutego 1962: USA wprowadziły embargo na handel z Kubą[14].
- 2 września 1962: Sowieci podali, że na prośbę Kubańczyków będą dostarczać im broń i instruktorów[15].
- 4 października 1962: Kennedy podpisał dwie rezolucje Kongresu: o możliwości powołania pod broń w każdej chwili 150 tys. rezerwistów oraz o możliwości użycia sił zbrojnych przeciwko Kubie w razie zagrożenia bezpieczeństwa USA[15].
- 15-28 października 1962: kryzys kubański[1].
- 22 października 1962: w wystąpieniu radiowym Kennedy oświadczył, że zarządził embargo na dostawy dla Kuby broni o charakterze ofensywnym oraz kontrolę wszystkich statków zmierzających na Kubę[15]/
- 23-28 października 1962: rozlokowanie na Kubie radzieckich rakiet[14].
- 20 listopada 1962: usunięcie rakiet z Kuby i zniesienie blokady Kuby przez USA[14].
- 22 listopada 1963: zabójstwo Kennedy'ego w Dallas[12].
- 14 października 1964: odsunięcie Chruszczowa od władzy[16].